# Čtenář (časopis)
Čtenář – měsíčník pro knihovny je nejstarším kontinuálně vycházejícím českým celostátním knihovnickým periodikem. Z periodika, které se mělo zaměřovat především na práci se čtenáři, přinášet materiály pro čtenářské kluby a kroužky, pokyny pro knihovníky a zprávy z knihoven, se proměnil v odborný časopis sledující proměny knihovnického oboru za 70 let své existence.  

## Historie
O vydávání časopisu Čtenář  bylo rozhodnuto na 1. sjezdu českých a slovenských knihovníků v květnu 1948 v Brně. První dvojčíslo, jehož podtitul zněl Měsíčník pro práci se čtenářem, vyšlo 15. února 1949 a jeho vydavatelem se na krátkou dobu stal Masarykův lidovýchovný ústav v Praze, aby ho posléze vystřídalo čtrnáct dalších vydavatelů. Bylo to ovlivněno proměnami společenské a politické situace především před rokem 1989. Předposledním vydavatelem bylo Ministerstvo kultury ČR v nakladatelství Panorama a poté v nakladatelství Academia. V roce 1993 časopis převzala Středočeská vědecká  knihovna v Kladně, kde vychází doposud. Časopis je vydávám s podporou Středočeského kraje a Ministerstva kultury ČR z programu Knihovna 21. Výtvarnou a grafickou podobu časopisu v letech 1960 až 1996 vtiskl malíř a grafik Miloslav Jágr, modernější tvář mu dala grafička Kateřina Bobková.

## Obsah
Obsahová náplň časopis Čtenář se v průběhu let proměňovala. Z prvotního rádce pro knihovníky, jak pracovat se čtenáři – jakou literaturu doporučovat, jakou naopak z fondů vyřazovat (především v 50. letech 20. století), se postupně časopis vyprofiloval na odborné periodikum určené především knihovníkům veřejných, odborných a školních knihoven, které jim mělo pomoci s profesionalizací oboru. Časopis zaznamenával a zaznamenává důležité mezníky knihovnického oboru, seznamoval a reflektuje nástup nových technologií, které ho zásadně proměnily. Informoval o nových přístupech k uživatelům, nových službách, představoval významné stavby knihoven a jejich funkce jako míst setkávání, studia i komunitního centra. Kromě tištěné verze má i elektronickou verzi určenou pro předplatitele té tištěné.